# Ісландія на літніх Олімпійських іграх 2024
Ісландію на літніх Олімпійських іграх 2024 представляли п'ять спортсменів у чотирьох видах спорту.